# IC 1942
IC 1942 — галактика типу E (еліптична галактика) у сузір'ї Годинник.
Цей об'єкт міститься в оригінальній редакції індексного каталогу.